# Dieppe université club hockey
Dieppe université club hockey est un club français de hockey sur gazon fondé en 1930 et basé à Dieppe. L'équipe féminine du club a déjà évolué parmi l'élite nationale, le Championnat de France de hockey sur gazon féminin tandis que les garçons évoluèrent au mieux en Division 2 nationale. L'équipe masculine évolue en 2006-2007 en championnat régional 2.